# 이수빈 (희극인)
이수빈(1988년 6월 28일 (음력 5월 15일)~)은 대한민국의 SBS 웃찾사 출신 공채 개그우먼이다. 유튜브에서 땅콩찐콩으로 활동하고 있다.
유튜브채널 '흔한남매' 에이미의 친구 안젤리나 역으로 출연한바 있다.

## 학력
- 동덕여자대학교 방송연예과 학사

## 출연작

### 방송
- 맛의 달인 (ETN)
- 웃찾사 (SBS)
  - 만수랑 무강이랑 (2015.02.13)
  - 마지막 자존심 (2015.05.31)
  - 서운타 (2016.01.10 ~ 2016.05.27) 김형인 윤효동 부부의 딸 역
  - 흔한남매 (2016.05.27 ~ 2016.08.31) 안젤리나 역
  - 누가 진상인가 (2017.04.05 ~ 2017.05.17)
- 개그콘서트
  - 자초하신 일입니다 (2025.06.01 ~)

### 영화
- 애인이 되어드릴까요 (채널CGV)

### 드라마
- 마이 로맨틱 썸 레시피 (네이버 TV) - 커플녀 역

### 광고
- 신한카드
- KB국민카드
- 이마트앱

### UCC
- 제3차 컬투쇼 UCC 컨테스트 (갈대밭의 추억)

### 연극
- 올슉업
- 싱글즈